# Drugius parvus
Genre
Espèce
Drugius parvus, unique représentant du genre Drugius, est une espèce d'opilions laniatores de la famille des Trionyxellidae.

## Distribution
Cette espèce est endémique du Tamil Nadu en Inde. Elle se rencontre dans les Nilgiris dans le district des Nilgiris vers Drug Estate et Coonoor.

## Description
Le mâle syntype mesure 2,5 mm et la femelle syntype 3 mm.

## Publication originale
- Roewer, 1929 : « Süd-indische Skorpione, Chelonethi und Opilioniden. » Revue suisse de zoologie, Genève, vol. 36, no 4, p. 609–639 (texte intégral).